# Orthonops iviei
Orthonops iviei  (лат.) — вид мелких пауков рода Orthonops из семейства Caponiidae. Северная Америка: США (Калифорния).

## Описание
Длина самцов до 4,25 мм (самки немного крупнее — до 4,62 мм). Имеют только 2 глаза. Имеют вентральный полупрозрачный киль на переднем метатарзусе и сильно редуцированную полупрозрачную мембрану между метатарзусом и лапкой передней пары ног.
Вид Orthonops iviei был впервые описан в 1995 году американским арахнологом профессором Норманом Платником (Norman I. Platnick; Американский музей естественной истории, США) вместе с Orthonops overtus и назван в честь крупного арахнолога Уилтона Айви (Wilton Ivie; 1907—1969), описавшего сотни новых видов пауков и одного из коллекторов типовой серии. Таксон Orthonops iviei включён в состав рода Orthonops Chamberlin, 1924 (вместе с Orthonops gertschi, Orthonops giulianii, Orthonops icenoglei, Orthonops johnsoni, Orthonops zebra и другими).